# Sidney Salkow
Sidney Salkow (* 16. Juni 1909 in New York City, New York; † 18. Oktober 2000 in Valley Village, Los Angeles, Kalifornien) war ein US-amerikanischer Film- und Fernsehregisseur, Filmproduzent und Drehbuchautor, der in erster Linie Low-Budget-Filme drehte.

## Leben und Werk
Sidney Salkow studierte am City College of New York, der Columbia University und der Harvard Law School Rechtswissenschaften. Nach seiner Schulzeit kehrte er nach New York City zurück und arbeitete dort am Theater als Regieassistent und später als Regisseur.
1932 ging Salkow nach Hollywood in die Filmindustrie und arbeitete dort als Drehbuchautor und Schriftsteller von Dialogen. Er arbeitete sich schnell nach oben und wurde Regieassistent und schließlich Autor und Regisseur von Kurzfilmen. Seinen ersten Spielfilm, Four Day's Wonder, machte er 1936 für die Universal Studios. Ab 1937 übernahm er die Leitung von B-Produktionen für die Republic Pictures und arbeitete dort zwei Jahre. Anfang 1940 ging er zu Columbia Pictures und arbeitete dort überwiegend an B-Movies, wie der „The Lone Wolf“ Mystery-Serie und an The Adventures of Martin Eden (1942), nach dem Buch von Jack London. 1943 drehte er den Antikriegsfilm The Boy from Stalingrad nach einer Geschichte von Robert Lee Johnson.
Salkow schaffte es immer wieder, seine Filme aufwendiger aussehen zu lassen, als es ihm sein Budget erlaubt hätte. Beispiele dafür sind Filme wie, Graf Orloffs gefährliche Liebe (Shadow of the Eagle, 1950), Lady Rotkopf (The Golden Hawk, 1952), und König der Piraten (Raiders of the Seven Seas, 1954). Er arbeitet auch an großen Produktionen mit, wie Das Gift des Bösen (Twice-Told Tales, 1963) und sein bekanntester Film, die italienische Co-Produktion The Last Man on Earth (The Last Man on Earth, 1964) nach Richard Mathesons Novelle „I Am Legend“, in denen Vincent Price jeweils die Hauptrolle spielt. In dem Western In Montana ist die Hölle los (The Quick Gun) aus dem Jahr 1964 besetzte er die Hauptrolle mit den Zweiten Weltkriegshelden Audie Murphy.
Während seiner Karriere arbeitete Salkow auch an vielen Fernsehserien mit, wie Lassie, Fury, 77 Sunset Strip und This Is Alice.
Mit 59 Jahren verabschiedete sich Salkow vom Regiestuhl. Sein letzter Film war The Murder Game, 1965, für die 20th Century Fox. Danach ging er an die California State University, Northridge, um dort in Richtung Film zu Unterrichten.
Sidney Salkow starb am 18. Oktober 2000 im Alter von 91 Jahren in Valley Village, Kalifornien, eines natürlichen Todes.

## Filmografie

### Spielfilme
- 1936: Four Days’ Wonder
- 1937: Behind the Mike
- 1937: Girl Overboard
- 1937: That’s My Story!
- 1938: Storm Over Bengal
- 1938: The Night Hawk
- 1939: Fighting Thoroughbreds
- 1939: Flight at Midnight
- 1939: She Married a Cop
- 1939: Street of Missing Men
- 1939: Stunde Null (The Zero Hour)
- 1939: Woman Doctor
- 1940: Cafe Hostess
- 1940: Girl from God’s Country
- 1940: The Lone Wolf Keeps a Date
- 1940: The Lone Wolf Meets a Lady
- 1940: The Lone Wolf Strikes
- 1941: The Lone Wolf Takes a Chance
- 1941: Tillie the Toiler
- 1941: Time Out for Rhythm
- 1942 Flight Lieutenant
- 1942: The Adventures of Martin Eden
- 1943: City Without Men
- 1943: The Boy from Stalingrad
- 1946: Faithful in My Fashion
- 1947: Bulldog Drummond at Bay
- 1947: Millie's Daughter
- 1948: Sword of the Avenger
- 1949: Der Weg ins Verderben (La strada buia)
- 1949: La rivale dell’imperatrice
- 1950: Graf Orloffs gefährliche Liebe (Shadow of the Eagle)
- 1952: Der rote Engel (Scarlet Angel)
- 1952: Lady Rotkopf (The Golden Hawk)
- 1952: Sein Freund, der Lederstrumpf (The Pathfinder)
- 1953: Der letzte Trumpf (Jack McCall Desperado)
- 1953: Piraten an Bord (Prince of Pirates)
- 1953: König der Piraten (Raiders of the Seven Seas)
- 1954: Das letzte Gefecht (Sitting Bull)
- 1955: Der zäheste Raufbold (The Toughest Man Alive)
- 1955: Desperados (Robbers’ Roost)
- 1955: Las Vegas Shakedown
- 1956: Revolvermänner (Gun Brothers)
- 1957: Along the Mohawk Trail
- 1957: Chicago vertraulich (Chicago Confidential)
- 1957: Die Würfel sind gefallen (Gun Duel in Durango)
- 1957: The Iron Sheriff
- 1960: Vom Dritten keine Spur (The Big Night)
- 1962: Ernestine (Fernsehfilm)
- 1963: Das Gift des Bösen (Twice-Told Tales)
- 1964: Goldfieber (Blood on the Arrow)
- 1964: In Montana ist die Hölle los (The Quick Gun)
- 1964: The Last Man on Earth
- 1964: The Long Rifle and the Tomahawk
- 1965: Entscheidung am Big Horn (The Great Sioux Massacre)
- 1965: The Murder Game

### Fernsehserien
- 1954: Cavalcade of America (1 Folge)
- 1954–1955: Lassie (Lassie) (9 Folgen)
- 1955: Fury Fernsehserie (unbekannte Anzahl Folgen)
- 1955–1956: Soldiers of Fortune (3 Folgen)
- 1956: The Count of Monte Cristo (Fernsehserie)
- 1957: Casey Jones, der Lokomotivführer (Casey Jones) (1 Folge)
- 1957: Hawkeye and the Last of the Mohicans (1 Folge)
- 1957–1959: State Trooper (3 Folgen)
- 1957–1959: Tales of Wells Fargo (6 Folgen)
- 1958: This Is Alice (38 Folgen)
- 1959: Mike Hammer (Mickey Spillane’s Mike Hammer) (3 Folgen)
- 1959–1960: Shotgun Slade (7 Folgen)
- 1960: Overland Trail (3 Folgen)
- 1961: The Roaring 20’s (2 Folgen)
- 1961–1962: Surfside 6" (3 Folgen)
- 1962: 77 Sunset Strip (77-Sunset-Strip) (4 Folgen)
- 1962: Im wilden Westen (Death Valley Days) (1 Folge)
- 1962: Bronco (Bronco) (1 Folge)
- 1962: Maverick (Maverick) (2 Folgen)
- 1962: The Comedy Spot (1 Folge)
- 1965–1966: The Addams Family (The Addams Family) (4 Folgen)

### Drehbuchautor
- 1936: Murder with Pictures (Drehbuch)
- 1936: Rhythm on the Range (Drehbuch)
- 1937: Exklusiv (Drehbuch)
- 1938: Come On, Leathernecks! (Geschichte und Drehbuch)
- 1938: Prison Nurse (Drehbuch)
- 1940: The Lone Wolf Keeps a Date (Geschichte und Drehbuch)
- 1940: The Lone Wolf Meets a Lady (Mitarbeit am Drehbuch, nicht im Abspann)
- 1941: The Lone Wolf Takes a Chance (Drehbuch)
- 1950: Unser Admiral ist eine Lady (The Admiral Was a Lady) (Drehbuch)
- 1953: König der Piraten (Raiders of the Seven Seas) (Geschichte und Drehbuch)
- 1954: Das letzte Gefecht (Sitting Bull) (Drehbuch)
- 1955: Desperados (Robbers' Roost) (Drehbuch)
- 1958: This Is Alice (Fernsehserie, unbekannte Anzahl Folgen)
- 1965: Entscheidung am Big Horn (The Great Sioux Massacre) (Geschichte)

### Produzent
- 1948: Sword of the Avenger
- 1953: König der Piraten (Raiders of the Seven Seas)
- 1958: This Is Alice (Fernsehserie, unbekannte Anzahl Folgen)